# Seznam dílů seriálu Božská mrcha
Toto je seznam dílů seriálu Božská mrcha.

## Přehled řad
| Řada | Díly | Premiéra v USA    | Premiéra v USA    | Premiéra v ČR   | Premiéra v ČR    |
| Řada | Díly | První díl         | Poslední díl      | První díl       | Poslední díl     |
| ---- | ---- | ----------------- | ----------------- | --------------- | ---------------- |
| 1    | 13   | 23. července 2007 | 18. prosince 2007 | 2009            | 30. března 2009  |
| 2    | 14   | 14. července 2008 | 13. dubna 2009    | 6. dubna 2009   | 6. července 2009 |
| 3    | 19   | 16. června 2009   | 21. června 2010   | nebylo vysíláno | nebylo vysíláno  |

## Seznam dílů

### První řada (2007)
| Č. v seriálu | Č. v řadě | Původní název                           | Český název                      | Režie                | Scénář                                 | Premiéra v USA    | Premiéra v ČR   |
| ------------ | --------- | --------------------------------------- | -------------------------------- | -------------------- | -------------------------------------- | ----------------- | --------------- |
| 1            | 1         | Pilot In the Beginning                  | —                                | Sergio Mimica-Gezzan | Nancy Miller                           | 23. července 2007 | 5. ledna 2009   |
| 2            | 2         | Bring it On, Earl                       | Tak se ukaž, Earle               | Guy Ferland          | Nancy Miller                           | 30. července 2007 | 12. ledna 2009  |
| 3            | 3         | Bless Me Father, For I Have Sinned      | Požehnej, otče, neb jsem zhřešil | Dean White           | Joseph Dougherty                       | 6. srpna 2007     | 19. ledna 2009  |
| 4            | 4         | Keep Your Damn Wings Off My Nephew      | Nech bejt mýho synovce           | Sergio Mimica-Gezzan | Roger Wolfson                          | 13. srpna 2007    | 26. ledna 2009  |
| 5            | 5         | Would You Want Me to Tell You?          | Chtěla bys to vědět?             | David Von Ancken     | Hans Tobeason                          | 20. srpna 2007    | 2. února 2009   |
| 6            | 6         | And You Wonder Why I Lie                | Divíš se, proč lžu?              | Gloria Muzio         | Annie Brunner                          | 27. srpna 2007    | 9. února 2009   |
| 7            | 7         | Yeehaw, Geepaw                          | Rodinu si nevybíráš              | Artie Mandelberg     | Denitria Harris-Lawrence               | 3. září 2007      | 16. února 2009  |
| 8            | 8         | Everything's Got a Shelf Life           | Všechno má svůj čas              | Artie Mandelberg     | Talicia Raggs                          | 10. září 2007     | 23. února 2009  |
| 9            | 9         | A Language of Angels                    | Jazyk andělů                     | Tricia Brock         | Mark Israel                            | 17. září 2007     | 2. března 2009  |
| 10           | 10        | It's Better When I Can See You          | Je to lepší, když vás vidím      | Artie Mandelberg     | Joseph Dougherty a Roger Wolfson       | 3. prosince 2007  | 9. března 2009  |
| 11           | 11        | This is Way Too Normal for You          | Mám rande                        | Tom McLoughlin       | Annie Brunner a Hans Tobeason          | 10. prosince 2007 | 16. března 2009 |
| 12           | 12        | Is There a Scarlet Letter on My Breast? | Mám na prsou šarlatový písmeno?  | Guy Ferland          | Mark Israel a Denitria Harris-Lawrence | 17. prosince 2007 | 23. března 2009 |
| 13           | 13        | Tacos, Tulips, Ducks, and Spices        | Taco, tulipán, kachna, koření... | Artie Mandelberg     | Talicia Raggs a Nancy Miller           | 18. prosince 2007 | 30. března 2009 |

### Druhá řada (2008–2009)
| Č. v seriálu | Č. v řadě | Původní název                        | Český název                                    | Režie                 | Scénář                                      | Premiéra v USA    | Premiéra v ČR    |
| ------------ | --------- | ------------------------------------ | ---------------------------------------------- | --------------------- | ------------------------------------------- | ----------------- | ---------------- |
| 14           | 1         | Have a Seat, Earl                    | Koukej si sednout, Earle                       | Artie Mandelberg      | Nancy Miller                                | 14. července 2008 | 6. dubna 2009    |
| 15           | 2         | A Survivor Lives Here                | Ti, co přežili                                 | Guy Ferland           | Mark Israel a Talicia Raggs                 | 21. července 2008 | 13. dubna 2009   |
| 16           | 3         | A Little Hometown Love               | Maloměstská láska                              | Adam Davidson         | Hans Tobeason a Roger Wolfson               | 28. července 2008 | 20. dubna 2009   |
| 17           | 4         | It's a Fierce, White-Hot Mighty Love | Je to vášnivá, doběla rozpálená, ohromná láska | Gary A. Randall       | Annie Brunner                               | 4. srpna 2008     | 27. dubna 2009   |
| 18           | 5         | Do You Love Him?                     | Miluješ ho?                                    | Artie Mandelberg      | Joseph Dougherty a Denitria Harris-Lawrence | 11. srpna 2008    | 4. května 2009   |
| 19           | 6         | Are You an Indian Princess?          | Popálená duše                                  | Gwyneth Horder-Payton | Mark Israel a Roger Wolfson                 | 18. srpna 2008    | 11. května 2009  |
| 20           | 7         | You Are My Partner                   | Jsi můj partner                                | Gary A. Randall       | Hans Tobeason                               | 25. srpna 2008    | 18. května 2009  |
| 21           | 8         | The Heart of a Cop                   | Duše policajta                                 | Artie Mandelberg      | Denitria Harris-Lawrence                    | 2. března 2009    | 25. května 2009  |
| 22           | 9         | Do You Believe in Second Chances?    | Myslíš, že dostaneš druhou šanci?              | Elodie Keene          | Joseph Dougherty                            | 9. března 2009    | 1. června 2009   |
| 23           | 10        | Take Me Somewhere, Earl              | Earle, odnes mě někam                          | Tricia Brock          | Annie Brunner                               | 16. března 2009   | 8. června 2009   |
| 24           | 11        | The Live Ones                        | Pro ty živé                                    | Artie Mandelberg      | Mark Israel a Suzan Olson                   | 23. března 2009   | 15. června 2009  |
| 25           | 12        | But There's Clay                     | Co na to Clay                                  | Rod Hardy             | Denitria Harris-Lawrence a Talicia Raggs    | 30. března 2009   | 22. června 2009  |
| 26           | 13        | So What's the Purpose of a Platypus? | K čemu je tu ptakopysk?                        | Rohn Schmidt          | Mark Israel                                 | 6. dubna 2009     | 29. června 2009  |
| 27           | 14        | I Believe in Angels                  | Věřím na anděly                                | Artie Mandelberg      | Nancy Miller a Roger Wolfson                | 13. dubna 2009    | 6. července 2009 |

### Třetí řada (2009–2010)
| Č. v seriálu | Č. v řadě | Původní název                     | Režie             | Scénář                                         | Premiéra v USA    |
| ------------ | --------- | --------------------------------- | ----------------- | ---------------------------------------------- | ----------------- |
| 28           | 1         | We're Already Here                | Artie Mandelberg  | Nancy Miller                                   | 16. června 2009   |
| 29           | 2         | She's a Lump                      | Rohn Schmidt      | Mark Israel a Sybil Gardner                    | 23. června 2009   |
| 30           | 3         | Watch Siggybaby Burn              | Tricia Brock      | Denitria Harris-Lawrence a Jessica Mecklenburg | 30. června 2009   |
| 31           | 4         | What Would You Do?                | Tricia Brock      | Randy Walker                                   | 7. července 2009  |
| 32           | 5         | Mooooooooo                        | Artie Mandelberg  | Elle Johnson a Annie Brunner                   | 14. července 2009 |
| 33           | 6         | Am I Going to Lose Her?           | Millicent Shelton | Denitria Harris-Lawrence a Jessica Mecklenburg | 21. července 2009 |
| 34           | 7         | That Was No First Kiss            | Rohn Schmidt      | Mark Israel                                    | 28. července 2009 |
| 35           | 8         | Popcorn                           | Guy Ferland       | Annie Brunner a Sybil Gardner                  | 4. srpna 2009     |
| 36           | 9         | Looks Like a Lesbian Attack to Me | Heather Capiello  | Elle Johnson                                   | 11. srpna 2009    |
| 37           | 10        | Am I Gonna Die Today?             | Tricia Brock      | Mark Israel                                    | 18. srpna 2009    |
| 38           | 11        | Let’s Talk                        | Tim Hunter        | Sibyl Gardner                                  | 29. března 2010   |
| 39           | 12        | Hear the Birds                    | Artie Mandelberg  | Jessica Mecklenburg                            | 5. dubna 2010     |
| 40           | 13        | You Can't Save Them All, Grace    | Gary A. Randall   | Matt McIntyre                                  | 12. dubna 2010    |
| 41           | 14        | I Killed Kristin                  | Artie Mandelberg  | Max Barrie, Megan Lynn a Wade Solomon          | 24. května 2010   |
| 42           | 15        | So Help You God                   | Artie Mandelberg  | Mark Israel                                    | 31. května 2010   |
| 43           | 16        | Loose Men in Tight Jeans          | Artie Mandelberg  | Lois Johnson                                   | 7. června 2010    |
| 44           | 17        | You Think I'm Gonna Eat My Gun?   | Artie Mandelberg  | Bob Lowry                                      | 14. června 2010   |
| 45           | 18        | I Need You to Call Earl           | Tricia Brock      | Denitria Harris-Lawrence                       | 21. června 2010   |
| 46           | 19        | "I'm Gonna Need a Big Night Light | Artie Mandelberg  | Mark Israel                                    | 21. června 2010   |